# Sgaiozzi
Gli Sgaiozzi (o sgaiuzz’) sono un tipico dolce abruzzese prodotto in provincia di Pescara; sono dei dolci fatti con farina 0,  uova, zucchero, patate lesse e lievito di birra che costituiscono gli ingredienti di base a cui si aggiungono farina di mais, uvetta passa e lievito naturale, che poi vengono fritti in olio d'oliva. Gli sgaiozzi fanno parte dei Prodotti agroalimentari tradizionali abruzzesi.